# Cordia aristeguietae
Cordia aristeguietae là loài thực vật có hoa trong họ Mồ hôi. Loài này được G.Agostini mô tả khoa học đầu tiên năm 1978.